# Семёнова, Ирина Семёновна
Ирина Семёновна Семёнова (род. 22 мая 1949, Волоколамск, Московская область) — советская и российская поэтесса. Член Союза писателей России. Лауреат Большой литературной премии России (2016), лауреат литературных премий имени А. А. Фета (1995), имени А. Т. Твардовского (2002), «Вешние воды» (2005), имени П. Васильева (2012), «Ладога» имени А. Прокофьева (2018), международной премии имени Э.Володина «Имперская культура» (2008). Член-корреспондент Академии поэзии.

## Биография
Родилась 22 мая 1949 года в городе Волоколамске Московской области в семье военнослужащего и медсестры военного госпиталя.
В 1961 году её семья и она переезжают на постоянное место жительство в город Орёл. Здесь она завершила обучение в орловском музыкальном училище по классу фортепьяно. Стала работать преподавателем музыки в посёлке Кромы Орловской области, затем работала преподавателем в Орле. В начале 1970-х на протяжении нескольких лет проходила обучение на факультете теории и истории искусств в Академии художеств в Ленинграде.
Поэзию начала писать с десятилетнего возраста. В 1975 году состоялась её первая публикация в молодежной газете «Орловский комсомолец». Её творческие литературные труды печатались в антологии «Молодые голоса», в коллективном сборнике «Орловские дали», в журнале «Студенческий меридиан», в альманахе «Поэзия», в газете «Московский комсомолец». После проведения XXII Всесоюзного фестиваля молодой поэзии в Москве, в 1982 году, она стала узнаваемым молодым поэтом. В 1984 году в свет вышли два первых её поэтических сборника «Полей неброские цветы» и «Звезды в буране», в которых предисловие оформил Н.Старшинов. С 1987 года на Семёнову обратили внимание серьёзные критики и литературоведы страны. На ее труды откликнулись известные литераторы: А. Ашплатов, В. Боков, Н. Старшинов. Высокую оценку творчеству дал председатель Союза писателей России В. Н. Ганичев.
Её поэтические строчки и стихи публиковались в журналах: «Бежин луг», «Новый мир», «Наш современник», «Роман-газета», «Воин России», «Новая книга России», «Роман-журнал XXI век», «Десна», в газетах «Литературная Россия», «Московский литератор», «Российский писатель» и других. Некоторые стихотворения вошли в антологии «Русская поэзия. XX век» и «Русская поэзия. XXI век», а также были напечатаны в хрестоматиях для школ и высших учебных заведений «Писатели Орловского края XX век». Её произведения были переведены на языки народов СССР.
С 1991 года является членом Союза писателей России. Член-корреспондент Академии поэзии.
В 2016 году была удостоена большой литературной премией России за поэмы «Звезда Хорасана», «Командор», «Ермолов», «Икона».
Проживает в Орле Орловской области.

## Награды и премии
- Лауреат Большой литературной премии России (2016),
- лауреат литературной премии им. А. А. Фета (1995),
- лауреат литературной премии им. А. Т. Твардовского (2002),
- лауреат литературной премии «Вешние воды» (2005),
- лауреат литературной премии им. П. Васильева (2012),
- лауреат литературной премии «Ладога» им. А. Прокофьева (2018),
- Национальная премия «Имперская культура» имени Эдуарда Володина (2008),
- V открытой Южно-Уральской литературной премии (2016),
- дипломант всероссийской литературной премии «Александр Невский» (2006).

Награждена:
- медалью Шолохова (2020).
- Почётная грамота Губернатора Орловской области,
- почётная грамота Орловского областного Совета народных депутатов,
- почётные грамоты Союза писателей России.